# 森林知識團
森林知識團（英語：Woodcraft Folk）是一個英國為背景，對象為兒童與青少年的教育運動。該運動成立於1925年，1965年登記為慈善機構，並於2012年登記認證為有限公司。該青少年組織的宗旨為「教育與授權青少年能採取行動參與社會活動，並經由這些活躍的公民，促進他們與其他人的生活。」

## 外部連結
- 森林知識團官方網站
- Sust'n'Able - Woodcraft Folk Sustainability project
- Global Village 2006 IFM-SEI festival
- District Fellows website （页面存档备份，存于）
- Catalogue of the Youth Movement Archive at the Archives Division of the London School of Economics.
- District Fellows' wiki